# Hugo z Arles
Hugo z Arles (ur. około 880, zm. 10 kwietnia 947) – król Włoch w latach 926-948, jako Hugo I regent Dolnej Burgundii w latach 905–928 i jej król w latach 928–933.

## Życiorys
Był władcą niepopularnym ze względu na dbanie jedynie o interesy swojej rodziny, wśród której szczodrze rozdawał biskupstwa i przywileje świeckie – nepotyzm. Na czele opozycji stanął książę Berengar z Ivrei, który zdobył Mediolan, a następnie oblężeniem Padwy zmusił Hugona do kapitulacji. Berengar zadowolił się jednak ukorzeniem króla i pozostawił jemu oraz jego synowi Lotarowi II godność królewską.